# Gornji Javoranj
Gornji Javoranj is een plaats in de gemeente Dvor in de Kroatische provincie Sisak-Moslavina. De plaats telt 62 inwoners (2001).